# Ján Mikulášik
Ján Mikulášik (* 24. července 1944) je bývalý slovenský fotbalista.

## Fotbalová kariéra
V československé lize hrál za AC Nitra. Nastoupil ve 2 ligových utkáních. Gól v lize nedal.

## Ligová bilance
| Ročník                                   | Zápasy | Góly | Minuty | Klub     |
| ---------------------------------------- | ------ | ---- | ------ | -------- |
| 1. československá fotbalová liga 1971/72 | 1      | 0    | 12     | AC Nitra |
| 1. československá fotbalová liga 1972/73 | 2      | 0    | 109    | AC Nitra |
| CELKEM                                   | 3      | 0    | 121    |          |